# Wide Open Road
Wide Open Road är en singel av det australiska bandet The Triffids. Den släpptes 1989, och är den mest kända och är den bästa säljande singeln av The Triffids.
Wide Open Road är en svävande episk sång, och återfinns på albumet Born Sandy Devotional.